# Memories Off (serie)
Memories Off (メモリーズオフ Memoriizu Ofu?) es una serie de videojuegos de novela visual japonesa lanzados por KID. El primer juego de la serie, llamado simplemente Memories Off, fue lanzado en 1999 para la PlayStation. Se han lanzado títulos de Memories Off en PC, así como en consolas de video y juegos portátiles como PlayStation 2, Dreamcast, WonderSwan Color y la PlayStation Portable. Varias de las historias de los 'juegos' de la serie se han adaptado en animación de video original, novelas o manga.
Con la quiebra de KID en 2006, se canceló el desarrollo de Memories Off #5: Encore. También marcó una interrupción temporal de cualquier desarrollo de la serie de juegos. Sin embargo, después de que Cyberfront se hiciera cargo de la marca, el desarrollo se reanudó y "Memories Off # 5: Encore" se lanzó el 12 de julio de 2007. Sin embargo, A 30  de noviembre de  2007, 5pb. Games ha adquirido los derechos exclusivos de la serie de Cyberfront y todo el desarrollo futuro de la serie estará a cargo de 5pb. Games.

## Jugabilidad
La jugabilidad de Memories Off sigue el estilo de la mayoría de las novelas visuales; la mayor parte del tiempo dedicado al juego se dedica a leer el diálogo o la historia que aparece en la pantalla. De vez en cuando, el juego se detendrá y el jugador tendrá la oportunidad de elegir entre dos y cinco opciones con respecto a cómo desea avanzar en el juego. La trama luego se ramificará en caminos que se centrarán en una sola heroína dependiendo de las elecciones que haya hecho el jugador; se presentará un final de carácter concluyente al final de cualquier ruta dada. A partir de Memories Off 2nd, todos los juegos de la serie principal ofrecen la posibilidad de múltiples finales para cada una de las heroínas. Por lo tanto, para experimentar el juego y todas las tramas principales en su totalidad, el jugador tendrá que volver a jugar el juego varias veces y tomar decisiones diferentes para promover la trama en direcciones alternativas. Algunos de los juegos Memories Off también pueden contener una trama "Verdadera" oculta que solo está disponible para el jugador después de que se hayan completado todas las demás tramas principales.
La actuación de voz suele estar presente durante todos los puntos clave de los juegos, y todos los juegos de la serie principal desde Memories Off 2nd en adelante han tenido actuación de voz completa. Los entornos y objetos en el juego también son generalmente no interactivos y no itinerantes libres, pero se han agregado algunas animaciones de fondo a la serie, comenzando con You That Become A Memory ~Memories Off~, para mejorar la experiencia visual.

## Juegos
La primera entrega de la serie se lanzó en Japón el 30 de septiembre de 1999. Los títulos posteriores se unieron en función del final de una ruta específica de la entrega anterior. Desde el lanzamiento original del juego, muchos juegos de Memories Off se han localizado para los mercados de habla china y coreana, y también se han adaptado a varias consolas de videojuegos, dispositivos portátiles y la PC. A junio de 2013, hay 17 juegos en la serie. Este número incluye la serie principal, así como precuelas y secuelas directas y spin-offs. Los primeros siete juegos de la serie principal están planeados para su lanzamiento en dos colecciones tituladas Memories Off Historia Vol. 1 y Vol. 2, con cuatro y tres juegos incluidos respectivamente, el 25 de marzo de 2021 para las consolas Nintendo Switch y PlayStation 4.

### Serie principal
- Memories Off (PS: 1999, PC: 2000, DC: 2000, PS2: 2002, PSP: 2008, iOS: 2009)
- Memories Off 2nd (PS: 2000, DC: 2001, PC: 2002, PSP: 2008, iOS: 2010)
- Omoide ni Kawaru Kimi: Memories Off (PS2: 2002, DC: 2002, PC: 2004, PSP: 2008, iOS: 2010)
- Memories Off: Sorekara (Memories Off ～それから～ Memories Off ~Sorekara~?) (PS2: 2004, PC: 2004, PSP: 2008)
- Memories Off 5: Togireta Film (Memories Off #5 とぎれたフィルム Memories Off #5 Togireta Firumu?) (PS2: 2005, PC: 2007, PSP: 2009)
- Memories Off 6: T-wave (PS2: 2008, PSP, 360: 2009, iOS: 2010, PS3, PSV: 2013)
- Memories Off: Yubikiri no Kioku (360: 2010, PSP: 2011, PS3, PSV: 2013)
- Memories Off: Innocent Fille (PS4, PSV, PC, Switch: 2018)[4][5][6]

### Precuelas directas, secuelas y spin-offs
- Memories Off Pure (NGP: 2000) – Precuela de Memories Off
- Memories Off Festa (WSC: 2001)
- Memories Off Duet (PS2: 2003, PC: 2008) – Una compilación de Memories Off y Memories Off 2nd, incluye una historia adicional de precuela.
- Memories Off 2nd ～雪蛍～ ( Memories Off 2nd ～yukihotaru～?)
- Memories Off Mix (PS2: 2003)
- Memories Off After Rain Vol. 1~3 (PS2: 2005, PC: 2008, PSP: 2009) – Después de historias para Memories Off y Memories Off 2nd.
- Memories Off ~And Then Again~ (Memories Off ～それから again～ Memories Off ~Sorekara again~?) (PS2: 2006)
- Memories Off History (PC: 2007)
- Memories Off #5 encore (PS2: 2007, PSP: 2008)
- Your·Memories Off ~Girl's Style (PS2: 2008, PSP: 2009) – Actualmente, el único juego de la serie que es un juego otome (dirigido a jugadoras).
- Memories Off 6: Next Relation (PS2: 2009, 360: 2009, PSP: 2010, PS3, PSV: 2013) – Secuela de Memories Off 6: T-Wave.

## Adaptaciones OVA
- Memories Off
- Memories Off 2nd
- Memories Off 3.5 To the Distant Memories (Memories Off 3.5 ～想い出の彼方へ～ Memories Off #3.5 Omoide no Kanata e?)
- Memories Off 3.5 The Moment of Wishing (Memories Off 3.5 ～祈りの届く刻～ Memories Off #3.5 Inori no Todoku Toki?)
- Memories Off #5 The Unfinished film THE ANIMATION (Memories Off #5 とぎれたフィルム THE ANIMATION Memories Off #5 Togireta Firum THE ANIMATION?)